# Johann Baptist von Arco

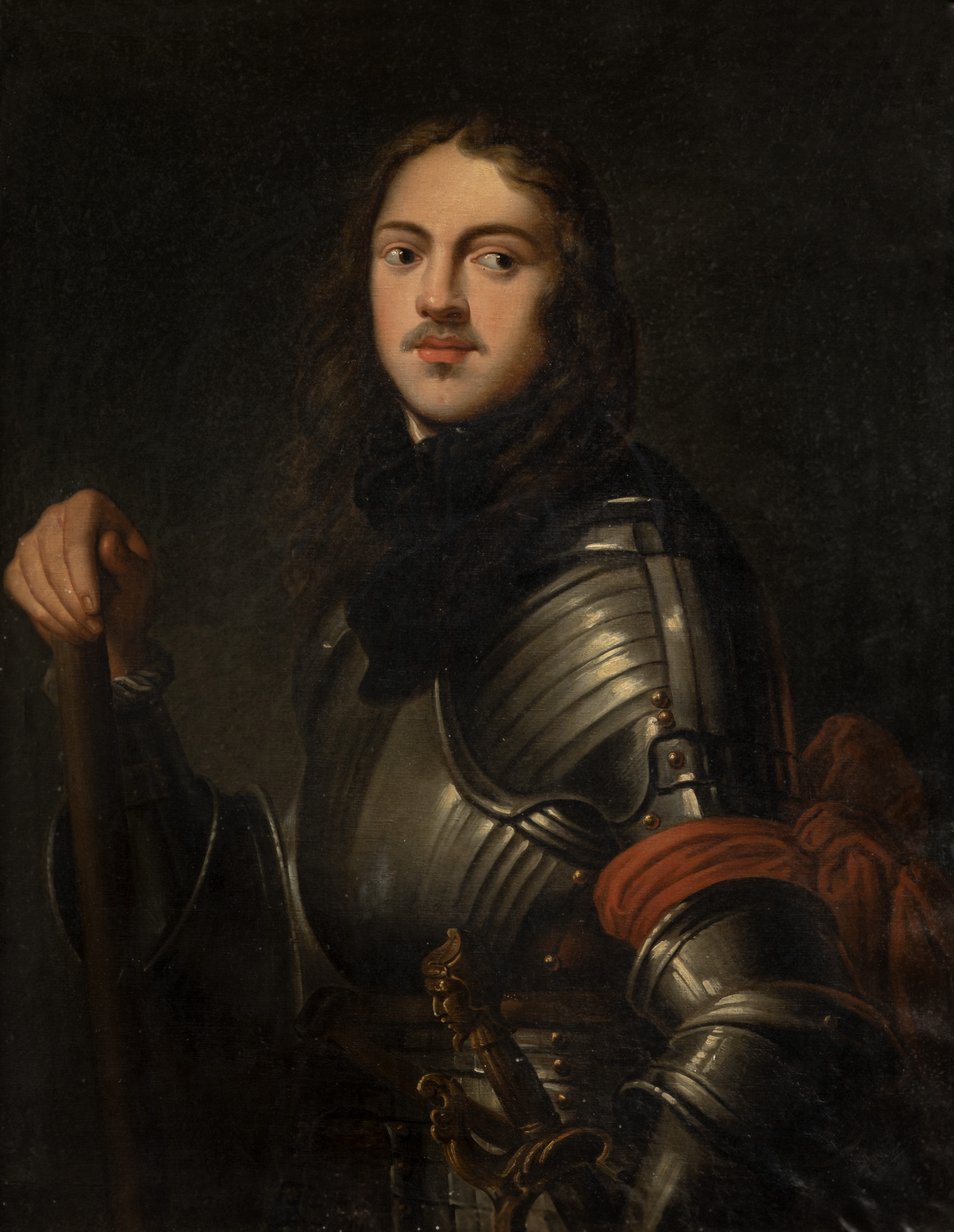
Porträt von Johann Baptist Graf von Arco

Johann Baptist Graf von Arco (* um 1650; † 21. März 1715 in München) war Diplomat und Generalfeldmarschall in Diensten des Kurfürstentums Bayern während des Spanischen Erbfolgekriegs.

## Leben
Geboren wurde Johann Baptist von Arco als Sohn des kaiserlichen Generalfeldzeugmeisters Prosper von Arco und dessen Frau Ursula Franzelina von Ketteler. Im Jahr 1680 verheiratete er sich mit Ursula von Berndorff.
Bereits 1672 war er in die bayerische Armee eingetreten, wechselte aber nur drei Jahre später gemeinsam mit seinem in Ungnade gefallenen Vater in österreichische Dienste. Im Jahr 1683 war er wieder auf bayerischer Seite präsent; als Oberst der so genannten Arco-Kürassiere. Militärische Verdienste erwarb er sich in der Folgezeit unter anderem 1683 im deutsch-polnischen Entsatzheer, das Wien von der Zweiten Türkenbelagerung befreite, und bei der Rückeroberung Belgrads im Jahre 1688. Graf von Arco nahm an den Feldzügen am Oberrhein, in Oberitalien und in den Niederlanden teil, wo er die Bayerische Kavallerie 1693 bei Neerwinden führte. 1696 wurde er deshalb von Kurfürst Maximilian II. Emanuel zu seinem Hofkriegsratspräsidenten ernannt, beim Ausbruch des Spanischen Erbfolgekriegs jedoch wieder abberufen, und 1702 in den Rang eines Generalfeldmarschalls erhoben. Während der Kurfürst sich im östlichen Bayern der Reichstruppen zu erwehren versuchte, führte Arco das Kommando in Schwaben und beabsichtigte in einem festen Lager bei Donauwörth mit den vom Rhein herbeieilenden Franzosen zusammenzugehen. 1704 wurde Arco jedoch vom Duke of Marlborough und dem Markgrafen von Baden geschlagen. In der Schlacht von Höchstädt leistete er den Angriffen des Prinzen Eugen auf dem linken Flügel der Aufstellung Widerstand, folgte dann aber seinem Herrn in die Niederlande. Nachdem er noch an der Schlacht bei Ramillies teilgenommen hatte, kehrte er nach Bayern zurück.
Der Graf zählte zu den wichtigsten bayerischen Vertretern einer frankreichfreundlichen Politik und erhielt deshalb den Ehrentitel eines Marschalls von Frankreich. Auch war er mehrmals in diplomatischer Mission nach England geschickt worden.